# Piešťany
Piešťany és la ciutat balneària més gran d'Eslovàquia. És la segona ciutat més gran de la regió, després de Trnava (65.000 hab.).

## Geografia

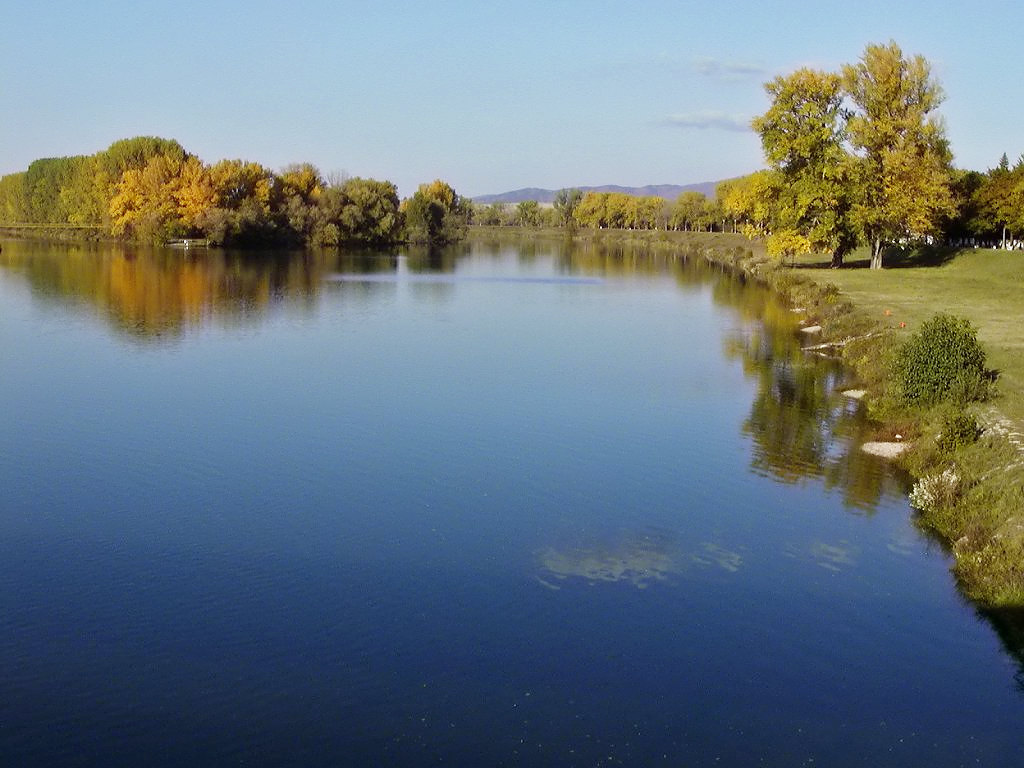
El Váh a Piešťany.

Piešťany se situa a la part occidental d'Eslovàquia, a la vall del Váh, a una altitud de 162 msnm. Les muntanyes de Považský Inovec formen el límit oriental d'aquesta part de la vall de Váh. La cimera més alta d'aquestes muntanyes, Inovec (1042 m) es troba prop de 25 quilòmetres al nord de la ciutat. Els turons immediatament a l'est de l'abast de la ciutat (a uns 10 km) tenen una altura de prop de 700 msnm. Al costat occidental, el límit de la vall està format pels petits Carpats, que són una mica més baixos i més allunyats de la ciutat. La vall és oberta al sud, pel que té així un clima temperat, càlida i assolellada.
La major part de la ciutat està situada a la riba dreta del riu. El sud de la ciutat és el dipòsit d'aigua de Sĺňava creat per una presa al riu de Váh. El canal artificial de Biskupický i la branca principal del riu s'uneixen a la ciutat. Una altra branca curta del riu (Obtokové) crea l'illa on és el balneari.
Els turons de Považský Inovec estan coberts essencialment de boscos de fulles caduques, roures a les zones més baixes i faigs a major altitud. La vall de Váh desenvolupa activitat agrícola. Els productes principals són els cereals, el pinso, la remolatxa i el porc.
Piesany està situat a 75 quilòmetres de nord-est de Bratislava, la capital d'Eslovàquia, i a 30 quilòmetres al nord-est de la capital regional Trnava. Corrent cap amunt de Piešťany al llarg del riu Váh hi ha les ciutats de Nové Mesto nad Váhom (19 km al nord) i Trenčín (40 km al nord-est); Hlohovec es troba 17 km. riu avall.
Piešťany està situat en la ruta de l'autopista D1 de Bratislava a Žilina amb connexions a Viena i a Brno. La ruta ferroviària principal de Bratislava a Žilina i a Košice també travessa la ciutat. La ciutat té un aeroport, usat sobretot per als vols xàrter internacionals per a clients del balneari (6.000 passatgers el 2004). Al municipi hi funciona un sistema local de transport públic amb 11 rutes d'autobús (2005).

## Demografia
| Godina             | 1994   | 2004   | 2014   | 2024   |
| ------------------ | ------ | ------ | ------ | ------ |
| Nombre de persones | 32.970 | 29.957 | 27.998 | 26.379 |
| Diferència         |        | −9,13% | −6,53% | −5,78% |

| Godina             | 2023   | 2024   |
| ------------------ | ------ | ------ |
| Nombre de persones | 26.668 | 26.379 |
| Diferència         |        | −1,08% |

## Balneari de Piešťany
El balneari de Piešťany té una capacitat de dos mil llits (2004) i acull uns quaranta mil pacients a l'any. Més del 60% dels clients són estrangers (sobretot d'Alemanya, de la República Txeca, d'Israel, de països àrabs, i d'Àustria). El balneari s'especialitza en el tractament de malalties reumàtiques i artrítiques cròniques i en lesions d'articulacions i ossos després d'accidents.
El balneari està situat a l'illa del balneari entre dues branques del riu de Váh, al lloc de diversos resorts calents amb temperatures de 67-69 °C. L'aigua s'origina d'una ruptura tectònica a 2.000 metres de profunditat. L'aigua sulfat-carbonatada; a partir dels resorts s'utilitza en piscines i tines. El fang sulfurós extret del llit d'un canal lateral del riu també s'utilitza per al tractament en forma de piscines termals de fang a temperatura de 39è C i per als paquets parcials i complets del cos. L'aigua del resort i la teràpia del fang es complementa mitjançant electroteràpia, exercici, massatges, medicacions, i dieta.
El grup Danubius Hotels va comprar la companyia el 2002. Una part petita és possessió de la ciutat. El grup d'hotels Danubius també té hotels a Hongria, balneari de Mariánské Lázn a la República Txeca i de Sovata a Romania.

## Ciutats agermanades
Piešťany està agermanada amb:
- Budapest IX (Hongria)
- Eilat (Israel) (des del 2006)[2]
- Hajdúnánás (Hongria)
- Heinola (Finlàndia)
- Luhačovice (República Txeca)
- Montevago (Itàlia)
- Poděbrady (República Txeca)
- Ustro (Polònia)
- Varaždinske Toplice (Croàcia)